# El inquilino
El inquilino va ser una sèrie espanyola de televisió, emesa per Antena 3 en 2004 i protagonitzada per Jorge Sanz.

## Argument
Un alienígena despistat, navegant per l'espai a la recerca del seu planeta acaba, per error, a la ciutat de Madrid. En un planeta hostil, la seva única possibilitat de supervivència és instal·lar-se en el cos d'un ésser humà. La sort se li posa a favor, quan mor l'escriptor Leo Montes (Jorge Sanz), i l'extraterrestre s'apodera del seu cos, fent-se passar per ell.

## Repartiment
- Jorge Sanz - Leo Montes i Chubi
- Marián Aguilera - Mar
- Débora Izaguirre - Nayra
- Luis Varela - Rafael
- María Luisa San José - Purita
- Enrique Villén - Marco Galeradas
- Javier Martín - Eduardo
- Joel Angelino - Fidel
- Daniel Morcillo - Tito
- Cuca Escribano - Yoli
- Claudia Traisac - Paula

Amb la col·laboració especial de
- Pilar Bardem - Doña Encarna
- i Pablo Carbonell - Fernando Montes i Hans

## Episodis i audiències
| Temporada | Temporada | Episodis | Estrena               | Final                  | Audiència mitjana | Audiència mitjana | Audiència mitjana |
| Temporada | Temporada | Episodis | Estrena               | Final                  | Espectadors       | Quota             |                   |
| --------- | --------- | -------- | --------------------- | ---------------------- | ----------------- | ----------------- | ----------------- |
|           | 1         | 13       | 5 de setembre de 2004 | 28 de novembre de 2004 | 3 433 000         | 21,3%             |                   |

### Temporada 1: 2004
| Núm. (sèrie) | Núm. (temp.) | Títol                   | Data d'emissió         | Audiència         |
| ------------ | ------------ | ----------------------- | ---------------------- | ----------------- |
| 1            | 1            | «La llegada»            | 5 de setembre de 2004  | 4 166 000 (28,7%) |
| 2            | 2            | «Un humano llamado Leo» | 12 de setembre de 2004 | 4 217 000 (29,0%) |
| 3            | 3            | «Solo ante el peligro»  | 19 de setembre de 2004 | 3 221 000 (20,4%) |
| 4            | 4            | «Atando cabos»          | 26 de setembre de 2004 | 3 220 000 (19,6%) |
| 5            | 5            | «Tapando agujeros»      | 3 d'octubre de 2004    | 3 527 000 (21,7%) |
| 6            | 6            | «Secretos»              | 10 d'octubre de 2004   | 3 244 000 (20,6%) |
| 7            | 7            | «Vienen a por Leo»      | 17 d'octubre de 2004   | 3 273 000 (19,8%) |
| 8            | 8            | «Córrete una juerga»    | 24 d'octubre de 2004   | 3 465 000 (19,5%) |
| 9            | 9            | «Una noche loca»        | 31 d'octubre de 2004   | 2 947 000 (20,3%) |
| 10           | 10           | «Una noche loca II»     | 7 de novembre de 2004  | 3 565 000 (19,8%) |
| 11           | 11           | «Almas gemelas»         | 14 de novembre de 2004 | 3 419 000 (18,7%) |
| 12           | 12           | «Polvos mágicos»        | 28 de novembre de 2004 | 3 362 000 (18,5%) |
| 13           | 13           | «Despedida embarazosa»  | 28 de novembre de 2004 | 3 003 000 (19,9%) |